# غورام كاشيا
جورام كاشيا (بالجورجية: გურამ კაშია) (مواليد 7 أبريل 1987) هو لاعب كرة قدم جورجي يجيد اللعب في مركز الدفاع ويلعب أيضًا كلاعب خط وسط دفاعي وظهير أيمن , ويلعب حاليًا لنادي فيتيس الهولندي.
وهو شقيق أصغر للاعب شوتا كاشيا لاعب فريق تشيخورا ساتشخيره الجورجي.

## بطولات وإنجازات اللاعب

### دينامو تبليسي
- الدوري الجورجي الممتاز: 2007–2008
- كأس جورجيا: 2008–2009
- كأس السوبر الجورجي: 2008

### فيتيس
- جائزة أفضل لاعب خلال العام: 2012 , 2013

## روابط خارجية
- غورام كاشيا على موقع الاتحاد الدولي (مؤرشف)  (الإنجليزية)
- غورام كاشيا على موقع الاتحاد الأوربي (الإنجليزية)
- غورام كاشيا على موقع الدوري الأمريكي (الإنجليزية)
- غورام كاشيا على موقع قاعدة بيانات كرة القدم.إي يو (الإنجليزية)
- غورام كاشيا على موقع ناشيونال فوتبول تيمز (الإنجليزية)
- غورام كاشيا على موقع Soccerway.com (الإنجليزية)
- غورام كاشيا على موقع AS.com (الإسبانية)
- Guram Kashia